# Jacinto de Romarate
Jacinto de Romarate Salamanca (Güeñes, 12 febbraio 1775 – Madrid, 27 agosto 1836) è stato un militare e politico spagnolo.
Dopo aver partecipato alla difesa di Buenos Aires e di Montevideo durante le invasioni britanniche del 1806 e del 1807 combatté con le truppe leali al re di Spagna contro gli indipendentisti.
Assunse la carica di Ministro della Marina durante il Triennio liberale, venendo in seguito obbligato a dimettersi dopo la restaurazione assolutista. Durante la Prima guerra carlista difese il diritto al trono di Isabella II.

## Biografia

### Nascita e primi anni
Nato a Sodupe, nel municipio di Güeñes, il 12 febbraio 1775 da una famiglia nobile, Jacinto de Romarate si arruolò il 29 maggio 1792 come guardiamarina nella Real Armada; fece parte dell'equipaggio della nave Reina María Luisa, comandata da Juan de Lángara y Huarte, che partecipò all'assedio di Tolone nel 1793. Negli anni successivi, come membro d'equipaggio di altre navi da guerra, partecipò a diverse operazioni nel Mediterraneo.

### Le invasioni britanniche
Con il grado di "tenente di fregata" arrivò il 1º febbraio 1806 a Montevideo, imbarcato sulla corvetta Infante Francisco de Paula, poco prima delle invasioni britanniche. Durante la prima di esse si unì alle forze raccolte nella città da Santiago de Liniers e si distinse al comando della cannoniera Vizcaína nella riconquista di Buenos Aires. La sua condotta gli fece guadagnare la promozione sul campo al grado di tenente di vascello.
L'anno successivo, durante la seconda invasione britannica, combatté nel battaglione di Marina tra le file della milizia che sconfisse l'esercito di John Whitelock per le strade di Buenos Aires. Jacinto de Romarate guadagnò un'ulteriore promozione a capitano di fregata alla fine del 1807, e negli anni seguenti fu posto al comando di diverse imbarcazioni della postazione navale di Montevideo.

### La guerra di indipendenza dell'Argentina
Allo scoppio della Rivoluzione di Maggio, Romarate si trovava a Buenos Aires; rifiutò di riconoscere autorità alla nuova giunta ed ottenne il permesso di tornare a Montevideo, dove partecipò alla repressione della rivolta di due battaglioni di milizia urbana. Al termine dell'azione la città rimase in mano alle truppe leali al governo spagnolo.
Al tentativo da parte delle nuove autorità di Buenos Aires di estendere la rivoluzione alle altre regioni del vicereame, Montevideo rispose con la creazione di una propria flotta, posta al comando di Romarate, che iniziò subito un blocco navale nei confronti della città ribelle. Il 2 marzo 1811, nella battaglia di San Nicolás, la flottiglia realista distrusse una squadra navale indipendentista comandata dal corsaro di origine maltese Juan Bautista Azopardo, che nello scontro venne catturato.
L'11 marzo 1814, la flotta di Romarate fu attaccata da un'altra squadra navale patriota, appena costituita, affidata al comando di Guillermo Brown. Gli attaccanti furono respinti, ma quattro giorni dopo si ripresentarono nei pressi dell'isola Martín García, riuscendo stavolta ad occuparla; la flotta realista fu costretta a fuggire nel fiume Uruguay, incalzata dal nemico. Intrappolato nelle acque poco profonde del fiume, Romarate riuscì ad ottenere viveri e munizioni da Fernando Otorgués, luogotenente dell'indipendentista José Gervasio Artigas, entrato in conflitto con le autorità di Buenos Aires.
Una squadra navale patriota, al comando dell'americano Thomas Nother, attaccò la flottiglia di Romarate il 28 marzo ma fu sconfitta nel corso della battaglia di Arroyo de la China; lo stesso Nother morì nell'azione.
Le autorità di Montevideo tentarono di mandare una squadra in soccorso a Romarate, rimasto imbottigliato nel fiume, ma questa fu sconfitta da Brown nel combattimento del Buceo; accerchiata e priva di risorse, Montevideo dovette capitolare il 20 giugno 1814. Jacinto de Romarate fu costretto a firmare la resa ai patrioti il 22 luglio, tornando in Spagna nell'aprile dell'anno successivo. Qui la sua condotta fu investigata dalle autorità, che però lo prosciolsero da ogni accusa.

### Gli ultimi anni
Nominato capo della provincia di Santander, e in seguito comandante generale del Dipartimento di Cadice, Romarate fu nominato il 28 febbraio 1822, in pieno "triennio liberale", Ministro della Marina nel gabinetto di Francisco Martínez de la Rosa. La reazione assolutista dell'anno successivo lo mise ai margini della vita politica.
Allo scoppio della Prima guerra carlista scelse di schierarsi con i sostenitori di Isabella II; gli fu dato il compito di pattugliare con la goletta María e il brigantino Guadiana le coste cantabriche per impedire l'arrivo di armi e soldati in supporto agli insorti carlisti.
Nel 1835, Jacinto de Romarate fu eletto come rappresentante di Biscaglia al parlamento (Cortes); lo stesso anno fu promosso a Capo di Squadra e nominato consigliere di Stato. Morì il 27 agosto 1836.